# うそのない言葉 〜THE TRUTH〜
『うそのない言葉 ～THE TRUTH～ 』（うそのないことば ザ・トゥルース）は、近藤真彦の14枚目のオリジナル・アルバム。1990年11月10日にリリースされた。発売元はCBS/SONY RECORDS。

## 概要
デビュー10周年記念、『KICKS』以来1年ぶりのオリジナル・アルバム。
近藤の希望で、BOROに本作アルバム用の楽曲提供を依頼した。
CD初回プレス盤はデジパック仕様。
先行シングル「好き」収録。

## 収録曲
全作詞・作曲・編曲：BORO（特記以外），作詞・作曲：BORO・SHIGEO・MARO（2）
1. 銀色のねずみ
2. 終わりなき夢
3. うそのない言葉
4. 好き
5. ビバリー・ウィルシャー・ホテル
6. みだらな街
7. 詩人の銃口
8. セーヌから
9. コンクリートに描いた絵
10. 勝利者のほほえみ
11. 偉大なる言葉